# Чемпіонат Чорногорії з футболу 2008—2009
Чемпіонат Чорногорії з футболу 2008/2009 років (або Перша ліга) — 3-й сезон найвищого рівня футбольних дивізіонів Чорногорії. Стартував 9 серпня 2008 та тривав до 30 травня 2009 року. Чемпіоном країни став клуб «Могрен» з міста Будва, який вперше отримав титул.

## Учасники та стадіони
| Команда   | Розташування     | Стадіон                       | Місткість |
| --------- | ---------------- | ----------------------------- | --------- |
| Будучност | Подгориця        | «Под Ґоріцом»                 | 12 000    |
| Ґрбаль    | Радановічі       | «Грбаль» («Под Сутваром»)     | 1 500     |
| Дечич     | Тузі             | «Тушко Полє»                  | 1 200     |
| Єдинство  | Бієло-Полє       | «Градскі»                     | 5 000     |
| Єзеро     | Плав             | «Под Рачіном»                 | 5 000     |
| Зета      | Голубовці        | «Трешниця»                    | 7 000     |
| Ком       | Подгориця        | «Златиця»                     | 3 000     |
| Ловчен    | Цетинє           | «Обліча Поляна»               | 5 000     |
| Могрен    | Будва            | «Лугови»                      | 4 000     |
| Петровац  | Петровац на Мору | «Под Малим Брдом»             | 530       |
| Рудар     | Плєвля           | «Градскі» («Под Ґолубінійом») | 10 000    |
| Сутьєска  | Никшич           | «Градскі» («Край Бистріце»)   | 10 800    |

## Підсумкова турнірна таблиця
| М  | Команда   | І  | В  | Н  | П  | РМ    | О   |
| -- | --------- | -- | -- | -- | -- | ----- | --- |
| 1  | Могрен    | 33 | 23 | 5  | 5  | 62−24 | 74  |
| 2  | Будучност | 33 | 21 | 7  | 5  | 72−34 | 70  |
| 3  | Сутьєска  | 33 | 18 | 9  | 6  | 45−23 | 63  |
| 4  | Ґрбаль    | 33 | 15 | 5  | 13 | 47−34 | 50  |
| 5  | Рудар     | 33 | 12 | 5  | 16 | 39−37 | 41  |
| 6  | Петровац  | 23 | 12 | 5  | 6  | 42−56 | 411 |
| 7  | Ловчен    | 33 | 10 | 10 | 13 | 23−25 | 40  |
| 8  | Ком       | 33 | 10 | 7  | 16 | 33−43 | 37  |
| 9  | Зета      | 33 | 13 | 7  | 13 | 36−41 | 362 |
| 10 | Єзеро     | 33 | 9  | 6  | 18 | 30−62 | 33  |
| 11 | Дечич     | 33 | 9  | 4  | 20 | 23−45 | 31  |
| 12 | Єдинство  | 33 | 7  | 8  | 18 | 28−56 | 29  |

Позначення:
|  | — чемпіон, участь у Лізі чемпіонів |
|  | — участь у Лізі Європи             |
|  | — участь у стикових матчах         |
|  | — виліт у нижчу лігу               |

1 «Петровац» бере участь у розіграші Ліги Європи як переможець Кубка Чорногорії 2008/09. 
2 З клубу «Зета» знято 10 очок.

### Стикові матчі
| Команда 1 | Заг. | Команда 2 | 1-й матч | 2-й матч |
| --------- | ---- | --------- | -------- | -------- |
| Младост   | 1:2  | Дечич     | 0:2      | 1:0      |
| Морнар    | 2:1  | Єзеро     | 2:1      | 0:0      |